# Сертифікат імунітету

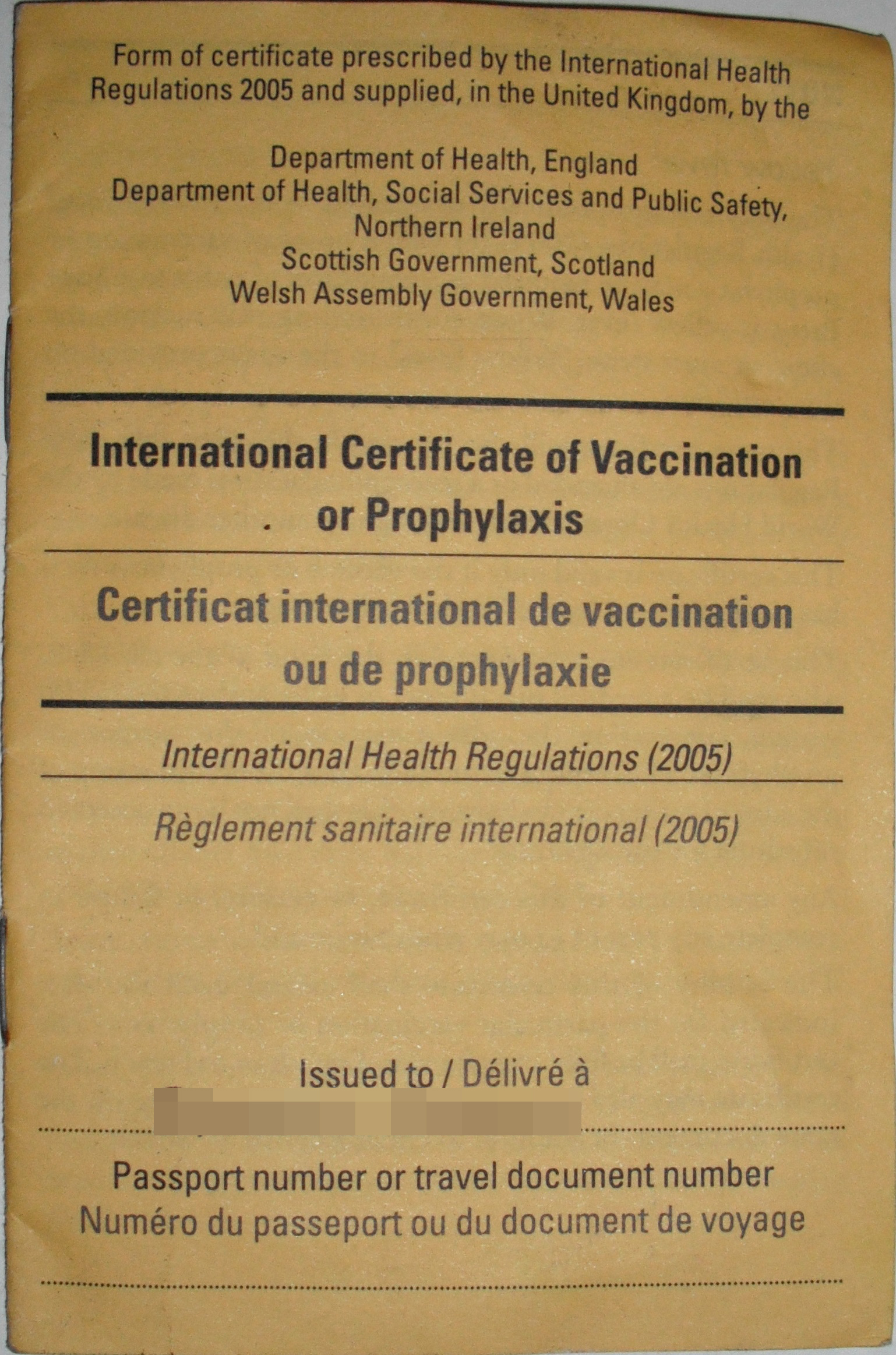
Сучасний ICVP, виданий у Великій Британії

Міжнародний сертифікат про щеплення або профілактику (ICVP), також відомий як Carte Jaune або Yellow Card, є офіційним звітом про щеплення, створеним Всесвітньою організацією охорони здоров'я (ВООЗ). Як проїзний документ, це різновид медичного паспорта, який визнаний на міжнародному рівні і може знадобитися для в'їзду в певні країни, де мандрівники мають підвищений ризик для здоров'я.
ICVP не є цифровим COVID-сертифікатом; Першочергова відмінність полягає в тому, що сертифікати про щеплення, такі як ICVP, стимулюють людей до вакцинації проти хвороби, тоді як паспорти імунітету стимулюють людей заражатися та одужувати хворобу.
Для людей, які були щеплені проти COVID-19, були запропоновані різні схеми отримання паспортів здоров'я або сертифікатів про щеплення.

## Ім'я
В ICVP є нік Yellow Card або її французький еквівалент Carte JAUNE походить від жовтого кольору документа. Той факт, що від жовтої гарячки існує загальнообов'язкова вакцинація для подорожей, сприяв створенню документа саме жовтого кольору, хоча ICVP може охоплювати широкий спектр щеплень від інших хвороб, а не лише жовту гарячку.

## Історія

### Міжнародні санітарні конвенції (1933—1951)

Міжнародний сертифікат про вакцинацію або ревакцинацію проти жовтої гарячки, виданий у Радянському Союзі в 1985 році.

Міжнародний сертифікат про щеплення та вакцинацію був заснований Міжнародною санітарною конвенцією з повітряного судноплавства (1933 р.) у Гаазі, яка набрала чинності 1 серпня 1935 р. Вона була змінена в 1944 р. Після поправки 1944 року, крім особистих, авіаційних та морських декларацій про охорону здоров'я, Конвенція охоплювала п'ять сертифікатів:
1. Міжнародний сертифікат про щеплення проти холери.
2. Міжнародний сертифікат про щеплення проти жовтої гарячки.
3. Міжнародний сертифікат імунітету проти жовтої гарячки.
4. Міжнародний сертифікат про щеплення проти епідемічного висипного тифу.
5. Міжнародне свідоцтво про щеплення проти натуральної віспи.

### Міжнародні санітарні правила (1951—1969)
Всесвітня організація охорони здоров'я (ВООЗ) була утворена її конституцією 22 липня 1946 р. та удосконалена змінами від 7 квітня 1948 р. Конституція ВООЗ включала положення про стимулювання та просування роботи з викорінення епідемічних, ендемічних та інших захворювань (стаття 2.g), а також що Світова Асамблея охорони здоров'я має повноваження приймати нормативні акти, що стосуються санітарних та карантинних вимог та інших процедур, спрямованих на запобігання міжнародному поширенню захворювання (стаття 21.а). Четверта Всесвітня асамблея охорони здоров'я прийняла Міжнародні санітарні правила (Положення ВООЗ № 2) 25 травня 1951 року, замінивши та доповнивши попередні Міжнародні санітарні конвенції. Він підтвердив дійсність та використання міжнародних сертифікатів про щеплення (стаття 115) та оновив стару модель новою версією (додатки 2, 3, 4). Згадані сертифікати використовувались для підтвердження вакцинації проти таких захворювань, як холера, жовта гарячка та натуральна віспа; термін щеплення більше не використовувався. Старі міжнародні сертифікати про щеплення та вакцинацію залишались чинними до закінчення терміну їх дії, після чого їх замінили новими ICV. 23 травня 1956 року Дев'ята Всесвітня асамблея охорони здоров'я внесла зміни до форми Міжнародного сертифіката про щеплення або ревакцинацію проти віспи 1 жовтня 1956 року

### Міжнародні медичні правила (1969р.— дотепер)
Всесвітня асамблея охорони здоров'я ВООЗ прийняла Міжнародні медичні правила (ММСП) у 1969 році, на основі попередніх Міжнародних санітарних конвенцій / правил. Стаття 79 ММСП передбачає введення зразка Міжнародного сертифіката про щеплення, а Додаток 2 та Додаток VI передбачають низку умов, які повинні бути виконані, щоб він вважався дійсним, наприклад, друк та заповнення англійською та французькою мовами (третя мова, що стосується території, на якій вона видана, може бути додана). ММСП 1969 р. зосереджував увагу на чотирьох захворюваннях: холері, чумі, натуральної віспі та жовтій гарячці; однак стаття 51 визначала, що вакцинація проти чуми не буде необхідною як умова допуску будь-якої особи на територію. Всесвітня асамблея охорони здоров'я визначила в 1973 р., що вакцинація проти холери не змогла запобігти впровадженню холери з однієї країни в іншу і вилучила цю вимогу з перегляду ММСП 1973 р.; його також було видалено з ICV.
ICV був найбільш успішним у випадку натуральної віспи. Обов'язкове володіння сертифікатами про вакцинацію значно збільшило кількість вакцинованих мандрівників і, таким чином, сприяло запобіганню поширення натуральної віспи, особливо коли швидке розширення авіаперевезень у 1960-х та 1970-х скоротило час подорожі з ендемічних країн до всіх інших країн до кількох годин. Після успішного викорінення натуральної віспи у 1980 р. Міжнародний сертифікат про щеплення проти неї був скасований у 1981 р., а в новій формі 1983 р. відсутні умови щодо вакцинації проти натуральної віспи. Таким чином, лише жовта гарячка залишалася вимогою вакцинації для міжнародних поїздок, для яких використовували ICV.
До 1994 року Саудівська Аравія законно вимагала від паломників, які їдуть до Мекки на щорічний хадж обов'язкової вакцинації проти менінгококового менінгіту, тоді як Центр контролю за захворюваннями також радив американцям, які подорожують до африканського поясу менінгіту або Кенії, Танзанії та Бурунді, приймати вакцину, особливо під час відвідування у посушливий сезон (грудень — червень).
Спалах ГРВІ 2002—2004 років був рушійною силою перегляду Міжнародних медичних правил охорони здоров'я, який набрав чинності 15 червня 2007 року:1 Того дня типовий Міжнародний сертифікат про вакцинацію або профілактику, що міститься в Додатку 6 Міжнародних правил охорони здоров'я (із змінами, внесеними у 2005 році), замінив Міжнародний сертифікат про вакцинацію або ревакцинацію проти жовтої гарячки, що міститься в Додатку 2 Міжнародних медичних правил (1969).

## Зміст

### Необхідні компоненти

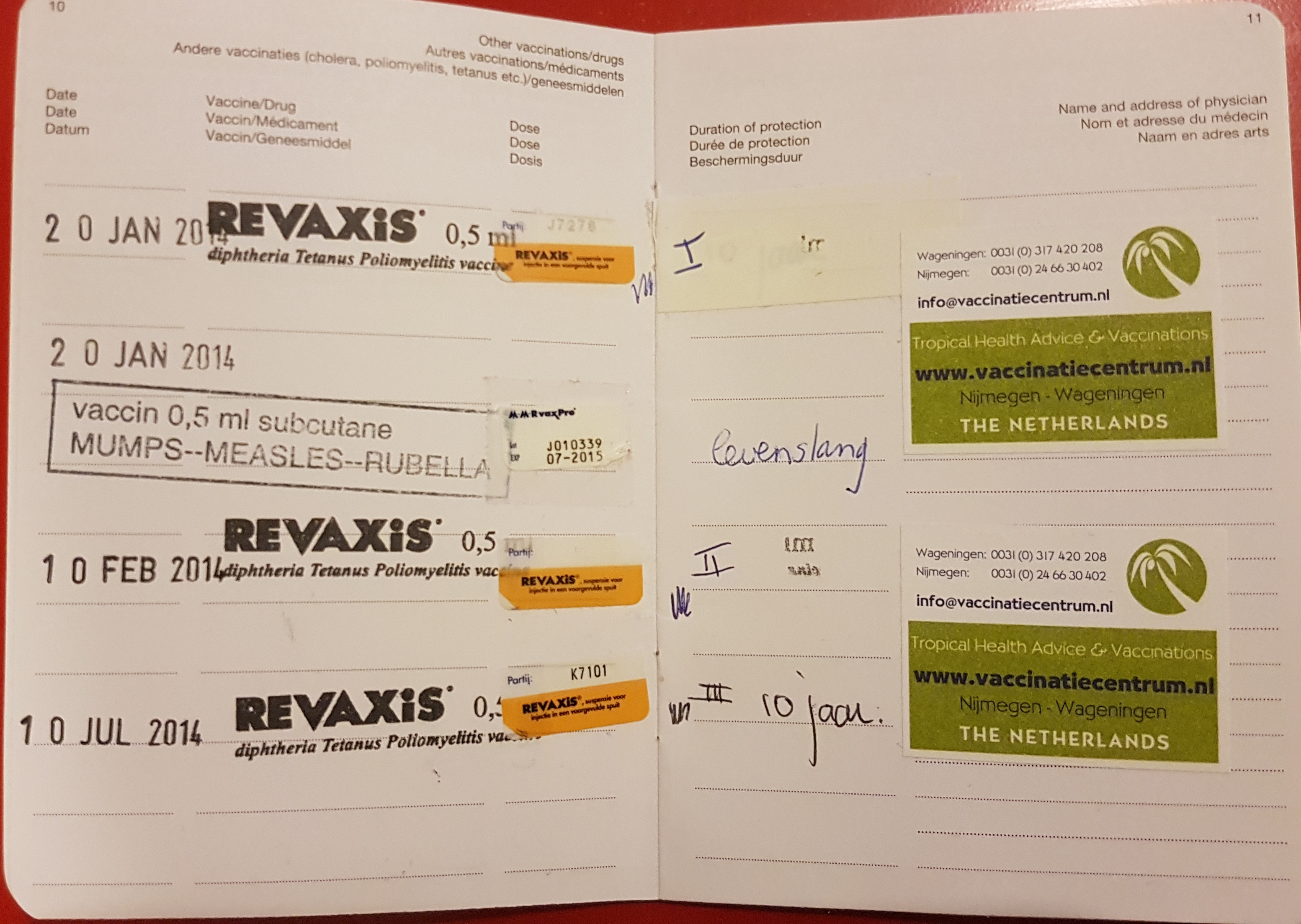
ICVP, виданий у Нідерландах, що підтверджує вакцинацію проти дифтерії, правця, поліомієліту (АКДС) та паротиту, кору та краснухи (MMR)

Основна частина ICVP є формою для заповнення лікарями при введенні вакцини. Цей розділ передбачений Міжнародними медичними правилами ВООЗ від 2005 року, де вони містять зразок документа. Він включає місця для імені мандрівника, дати народження, статі, громадянства, національного посвідчення особи та підпису. Нижче наведено рядок для кожної введеної вакцини, до якого лікар повинен включати профілактику або введену вакцину, дату, підпис, виробника та номер партії, дійсні дати та офіційний штамп від адміністративного центру.
Під цим документом викладено вимоги щодо чинності. ICVP діє лише для вакцин, затверджених ВООЗ. Форма повинна бути повністю заповнена англійською або французькою мовами медичним працівником або уповноваженим медичним працівником і повинна містити офіційний штамп адміністративного центру. Сертифікат дійсний доти, доки діють включені вакцини.

### Додаткові розділи
Форма може містити додаткову інформацію. У 2007 році ВООЗ підготувала буклет, що включав наступні додаткові розділи.

#### Інформація для мандрівників
Інформація для мандрівників рекомендує мандрівникам проконсультуватися зі своїми лікарями, щоб визначити відповідні щеплення перед міжнародними поїздками та повідомити свого лікаря про міжнародні поїздки, якщо вони захворіють після поїздки.

#### Захист від малярії
Малярія є серйозною хворобою, від якої не існує вакцини. ICVP рекомендує мандрівникам захищатись від комарів за допомогою москітних сіток або репелентів, оскільки комарі можуть передавати малярію. Мандрівники також можуть проконсультуватися зі своїм лікарем щодо призначення протималярійних препаратів, які необхідно приймати регулярно протягом усього терміну призначення рецепта.

#### Інформація для лікарів
ICVP дає вказівки щодо заповнення сертифіката. Він також надає лікарям вказівки щодо документування протипоказань у випадках, коли мандрівник має медичну причину, яка заважає їм отримати певну вакцину. Цей розділ також нагадує лікарям враховувати хвороби, пов'язані з подорожами, при лікуванні пацієнта, який захворів після подорожі.

## Додаткова інформація

### Жовта гарячка

Вакцинація проти жовтої гарячки за 10 днів до в'їзду в цю країну / територію необхідна для мандрівників, які приїжджають з …
Всі країни
Країни ризику (включаючи трансфер з аеропорту)
Країни ризику (крім трансферу з аеропорту)
Немає вимог (країни ризику)
Немає вимог (країни, що не підпадають під ризик)

Жовта гарячка — хвороба з найпоширенішою вакциною, необхідною для міжнародних подорожей. Багато країн вимагають вакцини для всіх мандрівників або лише для мандрівників, що приїжджають з країн, де існує ризик передачі жовтої гарячки. Зазвичай винятки робляться для новонароджених до 9-місячного або однорічного віку, залежно від країни. Форма ICVP діє при жовтій гарячці, починаючи через 10 днів після вакцинації. Станом на 2016 рік вакцина діє протягом усього життя подорожуючого. Не потрібно вносити змін для тих, хто отримав свою вакцину або ICVP до 2016 року.

### Винятки
У випадку, коли подорожуючий не може зробити щеплення від певної хвороби з медичних причин, їхній лікар може надати їм документацію із зазначенням їх стану. До них можуть бути застосовані додаткові вимоги, такі як ізоляція, карантин чи спостереження. Подорожній, який відмовляється від необхідної вакцини або профілактики, може бути підпорядкований подібним вимогам або мати заборону на в'їзд. У деяких випадках замість ICVP приймаються еквівалентні військові форми, за умови, що вони містять однакову інформацію.

### Цифрові версії
Через поширеність підроблених сертифікатів місцями кілька країн, включаючи Зімбабве, Замбію та Нігерію, розробляють цифрові сертифікати, які можуть засвідчувати автентичність ICVP. Станом на липень 2019 року Нігерія вимагає від своїх громадян цифрової електронної «жовтої картки» для поїздок за межі країни. Картка має QR-код, який можна відсканувати, щоб перевірити її дійсність. Ця вимога не стосується мандрівників з інших країн з дійсними ICVP, однак ті, хто прибув до Нігерії та не був щеплений від жовтої гарячки, можуть отримати вакцину та електронну жовту картку після прибуття.

### Щеплення від COVID-19
Подібні схеми були запропоновані для мандрівників, які були щеплені проти COVID-19.
Багато агентств та країн створювали різні форми документації для людей, які були щеплені проти COVID-19. До агентств, які намагаються це зробити, належать такі некомерційні організації, як Світовий економічний форум та Фонд проекту «Коммонс», технологічні компанії, такі як IBM, туристичні компанії, такі як VeriFly, та Міжнародна асоціація повітряного транспорту. Станом на пусто 2021 рік, стандарти цифрової документації, такі як програма на смартфоні, не були встановлені.
Оскільки вакцини проти COVID-19 демонструють багатообіцяючі результати, кілька галузевих організацій, включаючи глобальне лобі авіакомпаній IATA та Світовий економічний форум, оголосили про започаткування пілотних проектів. Рішення IATA «Travel Pass» — це мобільний додаток, який може відображати результати тестів, підтвердження щеплення та буде інтегрований із існуючою системою TIMATIC.
Ізраїль використовував цифровий «зелений пропуск», щоб дозволити людям, повністю вакцинованим проти COVID-19, відвідувати ресторани й концерти та подорожувати до інших країн. Це було предметом декількох питань конфіденційності та безпеки даних. Незабаром після розгортання цієї схеми Кнессет ухвалив закон, що дозволяє місцевій владі збирати дані про громадян, які відмовились робити щеплення.
Розпочато роботу зі створення та стандартизації, що дозволить створити відкриту екосистему взаємодії, щоб безліч систем перевірки імунітету COVID-19 могли працювати разом та ефективно через кордони. 